# ريتشارد وتون
ريتشارد وتون (بالإنجليزية: Richard Wootton)‏ (18 يناير 1906 في أستراليا - 18 يوليو 1986) هو لاعب كريكت أسترالي. لعب مع فريق فكتوريا للكريكت.

## وصلات خارجية
- ريتشارد وتون على موقع إي آس بي آن كريك إنفو (الإنجليزية)